# Šmoulové 2
Šmoulové 2 je americký 3D komediální fantasy film z roku 2013, který je pokračováním filmu Šmoulové z roku 2011. Jde o kombinaci animovaného a hraného filmu.

## Děj
Šmoulinku trápí zlé sny o tom, že zradí své kamarády šmouly. Mezitím má v Paříži zlý čaroděj Gargamel kouzelnická představení, na kterých ohromuje svými triky, dochází mu ale šmoulí esence, kterou k nim musí mít. Potřebujete tedy opravdového šmoulu, aby ji opět získal. Vytvoří proto dva zlé tvory podobné šmoulům, „neplechy" Vexy a Hackuse. Posílá je unést Šmoulinku, která zná tajnou formulku, díky níž by se stali skutečnými šmouly.
Šmoulinka má narozeniny a trápí ji, že ostatní na ně zřejmě zapomněli. Prochází se sama a prožívá trpký pocit, že do světa šmoulů možná nepatří, protože ji stvořil Gargamel. V tu chvíli ji unesou Vexy a Hackus. Když se o tom dozví Taťka Šmoula, zorganizuje záchrannou výpravu, na kterou si vybere Koumáka, Siláka a Smělouna. Nakonec mu ale nezbude než odcestovat s Nešikou, Mrzoutem a Fešákem. Dorazí pak s nimi do bytu svého přítele Patricka Winslowa, jehož syn právě slaví narozeniny. Přichází na ně i Victor Doyle, nevlastní otec Patricka, který je pro něj stálým zdrojem pocitů trapnosti a studu.
Všichni se pak vydávají do Paříže najít Gargamela a zachránit Šmoulinku. Té se nejdříve podaří osvobodit, Vexy a Hackus ji pronásledují. Nakonec se ale trojice sblíží a vrátí se do Gargamelova hotelového pokoje. Ačkoli Šmoulinka čarodějovi nikdy nevěřila, najednou je to on, který jí dává narozeninový dárek... Gargamel se promyšleně stylizuje do role milujícího pravého otce a snaží se v Šmoulince posílit pocit, že jejímu nevlastnímu otci Taťkovi a dalším šmoulům na ní nezáleží.
Šmoulinka nicméně odmítá prozradit Gargamelovi formulku, díky níž by se Neplechy proměnily ve skutečné šmouly, zlomem je pro ni však chvíle, kdy čaroděj odmítá Vexy a Hackuse nasytit. Aby jim zachránila život, tajemství prozradí. Vexy a Hackus se stanou šmouly a zmodrají. Ihned poté chce Gargamel je i Šmoulinku bez skrupulí využít jen jako zdroje esence. Vexy a Hackus tak poznají, že pro svého otce Gargamela nejsou ničím víc než prostředkem k jeho cílům. Šmoulinčina dobrota, které původně chtěli zneužít coby její slabosti, zachrání nejen jejich životy, ale promění i jejich povahy.
Rodině Winslowů se spolu s ostatními šmouly podaří Šmoulinku i dva nové kamarády zachránit a Gargamela porazit. Šmoulové se pak i s Vexy a Hackusem vracejí do šmoulího světa. Po závěrečných titulkách Gargamel nechtěně využije dračí hůlku a přistane i se svým kocourem ve svém starém příbytku.

## Krátký film
Jako vždy i u druhého dílu studio Sony Pictures Animation vydalo krátký film s Halloweenskou tematikou.

### Obsah
Šmoulům se rozbilo při cestě domů kolečko a tak se utábořili. Šmoula vypravěč jim začne vyprávět strašidelný příběh o bezhlavém jezdci, který žije ve šmoulí roklince, ve dni, kdy šmoulové pořádají hry o šmorůvky.

## Zrušené pokračování
Columbia Pictures a Sony Pictures Animation na konci dubna 2012 oznámili produkci Šmoulové 2, a již 10.5.2012 vyvíjely scénář k filmu Šmoulové 3.
Datum premiéry Šmoulů 3 mělo být v létě 2015, ale nakonec byly plány na toto pokračování zrušeny a místo něj vznikl nezávislý film odehrávající se ve vesničce s postavami pouze ze seriálu s názvem Šmoulové: Zapomenutá vesnice.